# Centre històric de Vílnius
El centre històric de Vílnius (en lituà: Vilniaus senamiestis) es va crear a la confluència dels rius Neris i Vilnia a l'entorn d'un catell de fusta devers el segle xi. Té una superfície de 352 hectàrees en una zona tampó de 1,912.24 hectàrees. Està format per 74 barris, amb 70 carrers i carrerons que assoleixen 1.487 edificis. La part més antiga de la capital lituana, s'ha desenvolupat al llarg de molts segles. És un lloc on els diversos estils arquitectònics d'Europa –gòtic, renaixentista, barroc i neoclàssic–romanen un al costat de l'altre.
El carrer Pilies és la principal artèria del barri vell i el centre de la vida comercial i dels cafès. El carrer principal de Vílnius és l'avinguda Gediminas que està parcialment situada en el centre històric. Les places centrals són la Plaça de la Catedral, la Plaça de l'Ajuntament i la Plaça Daukanto.
Un dels complexos arquitectònics més elaborats és el conjunt arquitectònic de la Universitat de Vílnius, que ocupa una gran part de la ciutat antiga i té tretze patis. Va ser seleccionada per representar a Lituània al Parc Mini-Europe de Brussel·les.
L'any 1994, el centre històric de Vílnius va ser inclòs dintre de la llista de la UNESCO com a Patrimoni de la Humanitat. El «centre històric» és més ample que la ciutat antiga envoltada de muralles. Acapara els suburbis històrics, com a Užupis, que antigament era fora de la muralla. Ara Užupis es considera una part del barri vell.

## Monuments
Els monuments d'interès a la ciutat vella inclouen:

### Palaus
- Palau presidencial de Vílnius
- Palau Slushko
- Palau Radziwill
- Palau Tyzenhaus
- Complex de Castells de Vílnius amb la torre de Gediminas i Palau Reial de Vílnius

### Monuments religiosos
- Catedral de Vílnius
- Església de Santa Anna de Vílnius
- Església de Sant Nicolau de Vínius
- Església de Tots els Sants de Vílnius
- Porta de l'Aurora
- Tres Creus de Vílnius
- Catedral de la Mare de Déu de Vílnius

### Altres lloc d'interès
- Casa dels Signataris
- Museu Nacional de Lituània
- Teatre Dramàtic Nacional Lituà
- Masmorres de Vílnius
- Muralla de Vílnius